# Cole Camp Junction
Cole Camp Junction – obszar niemunicypalny w USA, w stanie Missouri, w hrabstwie Benton.